# Censura en Corea del Sur
La censura en Corea del Sur está limitada por leyes que proporcionan libertad de expresión y prensa, las cuales son respetadas en la práctica por el gobierno. Bajo la Ley de Seguridad Nacional, el gobierno puede limitar la expresión de ideas que elogien o inciten actividades anti estatales de individuos o grupos.
Corea del Sur tiene uno de los entornos de medios de comunicación más libres, clasificado por encima de Japón, Hong Kong y Singapur por el Índice de Libertad de Prensa.
Sin embargo, desde la toma de posesión del Presidente Lee Myung-bak en 2008, Corea del Sur ha experimentado una notable disminución en la libertad de expresión de ambos, periodistas y público en general. La posición de Corea del Sur en 2011 por Freedom of the Press, reportado por Freedom House, disminuyó de "Libre" a "Parcialmente Libre", reflejando así un aumento en la censura oficial y los intentos del gobierno por influir en los noticieros y en el contenido de la información, dando una leve desventaja a medios internacionales.

## Materia y agenda

### Expresión y la prensa
Existe un medio activo independiente que expresa una gran variedad de perspectivas, generalmente sin restricción. Bajo la Ley de Seguridad Nacional de Corea del Sur, el gobierno puede limitar la expresión de ideas que elogien o inciten actividades anti estatales de individuos o grupos, como la prohibición a los ciudadanos de leer libros publicados en Corea del Norte.
El 21 de marzo, el ponente especial de la ONU en la promoción y protección del derecho de libertad de opinión y expresión, emitió un reporte de su visita a Corea del Sur en mayo del 2010. Si bien los progresos realizados fueron elogiados, el reporte también expresó preocupación por el aumento de restricciones a la libertad de expresión y, específicamente, citó en referente a las leyes, que en términos generales hacen difamación a un crimen (las cuales el ponente etiquetó como "…inherentemente duras y con un efecto escalofriantemente desproporcionado…”) y proveen el potencial para controlar la difusión de la elección o la información del candidato y la prohibición de libros.

### Bibliotecas públicas
Las bibliotecas públicas de Corea del Sur censuraron una gran cantidad de temas - de su colección física y en línea. Ejemplos de temas censurados incluyen: sexualidad (información educativa acerca de esta materia), homosexualidad, información acerca de Corea del Norte, violencia, materiales antigubernamentales y discursos políticos.
Las bibliotecas públicas de Corea del Sur también censuran información por medio de la discriminación en contra de las personas que pueden usar los espacios públicos de estos establecimientos. Si una persona o un grupo quiere usar el espacio para encontrarse y discutir acerca de cualquier tema prohibido en la lista anterior, se le niega.

### Milicia
La Corte Constitucional de Corea sostuvo la orden del Ministerio de Defensa Nacional de permitir la prohibición de ciertos libros como Bad Samaritans de Ha-Joon Chang y The Global Trap de Hans-Peter Martin, de las manos de los soldados en octubre del 2010, a pesar de la petición hecha por un grupo de funcionarios militares judiciales protestando en contra de esta orden en 2008.
La Fuerzas Armadas de la República de Corea reprimió soldados que tenían "aplicaciones críticas" instaladas en sus teléfonos inteligentes; supuestamente calificando al famoso podcast surcoreano, Naneun Ggomsuda, como contenido antigubernamental.

### Educación
El 15 de febrero de 2011, un profesor de la Universidad Handong Global fue penalizado por criticar a Lee Myung-bak y al rector de la universidad.

### Internet
La nación de Corea del Sur es líder mundial en Internet y penetración de banda ancha, pero sus ciudadanos no tienen acceso a un Internet libre y sin filtros. El gobierno de Corea del Sur mantiene un enfoque de amplio alcance hacia la regulación de contenido específico en línea e impone un nivel considerable de censura en discursos relacionados con elecciones y un gran número de sitios web que el gobierno considere desestabilizadores o socialmente perjudiciales. Dichas políticas son declaradas particularmente con respecto al anonimato en Internet.
En el 2011, la Iniciativa OpenNet clasificó la Censura en Internet en Corea del Sur como dominante en el área de conflicto/seguridad, como selectiva en el área social, y no encontró evidencia de filtración en las áreas de herramientas políticas y de Internet. Ese mismo año, Corea del Sur fue incluida en la lista de países "Bajo Vigilancia" de Reporteros Sin Fronteras. La Electronic Frontier Foundation ha criticado la Comisión de Normas de Comunicaciones de Corea por proponer la censura de la libertad de expresión en Internet del blog de un activista.
En septiembre del 2004, Corea del Norte lanzó el sitio web de la Universidad Abierta de Kim Il-sung. Corea del Sur también ha prohibido, por lo menos, 31 sitios considerados simpatizantes con Corea del Norte, por medio del uso de bloqueo IP. Un hombre que elogiaba a Corea del Norte en Twitter fue arrestado.
En 2007, gran cantidad de blogueros fueron censurados, arrestados y sus publicaciones fueron eliminadas por la policía por expresar críticas, o incluso apoyo a ciertos candidatos presidenciales. Posteriormente, en 2008, justo antes de una nueva elección presidencial, se puso en vigor una nueva legislación que exige a todos los sitios más importantes de Internet, solicitar a sus usuarios verificar su identidad.
Sitios web "indecentes", como aquellos que ofrecen juegos sin clasificación, cualquier tipo de pornografía (no sólo pornografía infantil) y apuestas, también están bloqueados. Los intentos de acceder a cualquiera de estos sitios redirigen automáticamente a la página de advertencia que proyecta "Este sitio web está legalmente bloqueado por las regulaciones gubernamentales." Los motores de búsqueda solicitan la verificación de edad para algunas palabras clave denominadas "inadecuadas" para menores.

### Música
En noviembre del 2010, una mujer fue sentenciada a dos años de prisión por la posesión de música MP3 instrumental, bajo los argumentos de que los títulos elogiaban a Corea del Norte, a pesar de la actual falta de letra en la música.
Canciones que "estimulan el deseo sexual o son sexualmente explícitos para jóvenes", "incitan a los jóvenes a la violencia o el crimen", o "glorifican violencia tal como violaciones y drogas" son clasificadas como un "medio ofensivo para los jóvenes" por la Comisión Gubernamental de Jóvenes. 
En 2019, el Ministerio de Igualdad de Género y Familia de Corea quiso censurar a la mayoría de los artistas de K-pop. Esto generó una fuerte oposición de los fanáticos y la propuesta fue retirada.

### Radiodifusión
La Comisión de Comunicaciones de Corea es una agencia gubernamental que regula la televisión, la radio y el Internet en Corea del Sur. La Ley de Seguridad Nacional prohíbe a los ciudadanos escuchar programas de radio norcoreanos en sus casas si el gobierno determina que tal acción pone en peligro la seguridad nacional o el orden básico de democracia. Estas prohibiciones raramente se aplican y, las transmisiones por satélite de Corea del Norte en casas particulares son legales.
El gobierno de Lee Myung-bak ha sido acusado de extender su influencia en los medios de difusión por medio del nombramiento de ex-ayudantes presidenciales y asesores en posiciones clave en las principales compañías de medios de comunicación, pese a las objeciones de periodistas que trataban de mantener la autonomía editorial de dichos organismos de radiodifusión. Bajo la administración de Lee, aproximadamente 160 periodistas han sido penalizados por escribir informes críticos acerca de las políticas gubernamentales.
Protestas entre trabajadores en Munhwa Broadcasting Corporation, Korean Broadcasting System, y YTN en los principios del 2012 han levantado preocupaciones acerca de las prácticas parciales pro-gobierno de Lee Myung-bak de los medios de comunicación, tales como el uso continuo de censura al público sur coreano.
La censura de medios japoneses en Corea del Sur ha disminuido significativamente desde los años 90, pero desde 2012, la transmisión de televisión y música japonesa sigue siendo ilegal.

### Películas
La censura cinematográfica en Corea del Sur puede ser dividida en dos grandes periodos, el periodo de dictaduras y el periodo de severa vigilancia por parte del nuevo régimen militar.
De acuerdo con la Base de Datos de Películas en Internet, actualmente no hay películas prohibidas en Corea del Sur.
En años recientes, las escenas sexuales han sido un problema relevante que enfrenta a cineastas contra la Junta Clasificadora de Medios de Corea. Vello púbico y genitales masculinos o femeninos no están permitidos en la pantalla, a menos que se vean borrosos digitalmente. En casos extraños, violencia extrema, lenguaje obsceno o ciertas representaciones de uso de drogas, también pueden ser un problema. Corea tiene un sistema de clasificación de cinco niveles: G (todos), PG-12 (12 años+), PG-15 (15 años+), PG-18 (18 años+) y Restringido.